# Ligüerre de Ara
Ligüerre de Ara, en aragonais Ligüerre d'Ara, est un village de la province de Huesca, situé dans le Sobrarbe à environ deux kilomètres au sud-est de la ville de Fiscal. Le village se trouve sur la rive droite de l'Ara, face au village de Javierre de Ara qui se trouve sur la rive gauche. Il compte 41 habitants en 2015. Le village compte cinq monuments reconnus biens d'intérêt culturel : l'église de l'Assomption, la Casa de los Ballarín, la Casa Giral, la Casa Mur et la Casa Sampietro.